# Condor (Walibi Holland)
Condor (voorheen El Condor) is een omgekeerde achtbaan in het Nederlandse attractiepark Walibi Holland in Biddinghuizen.

## Algemeen

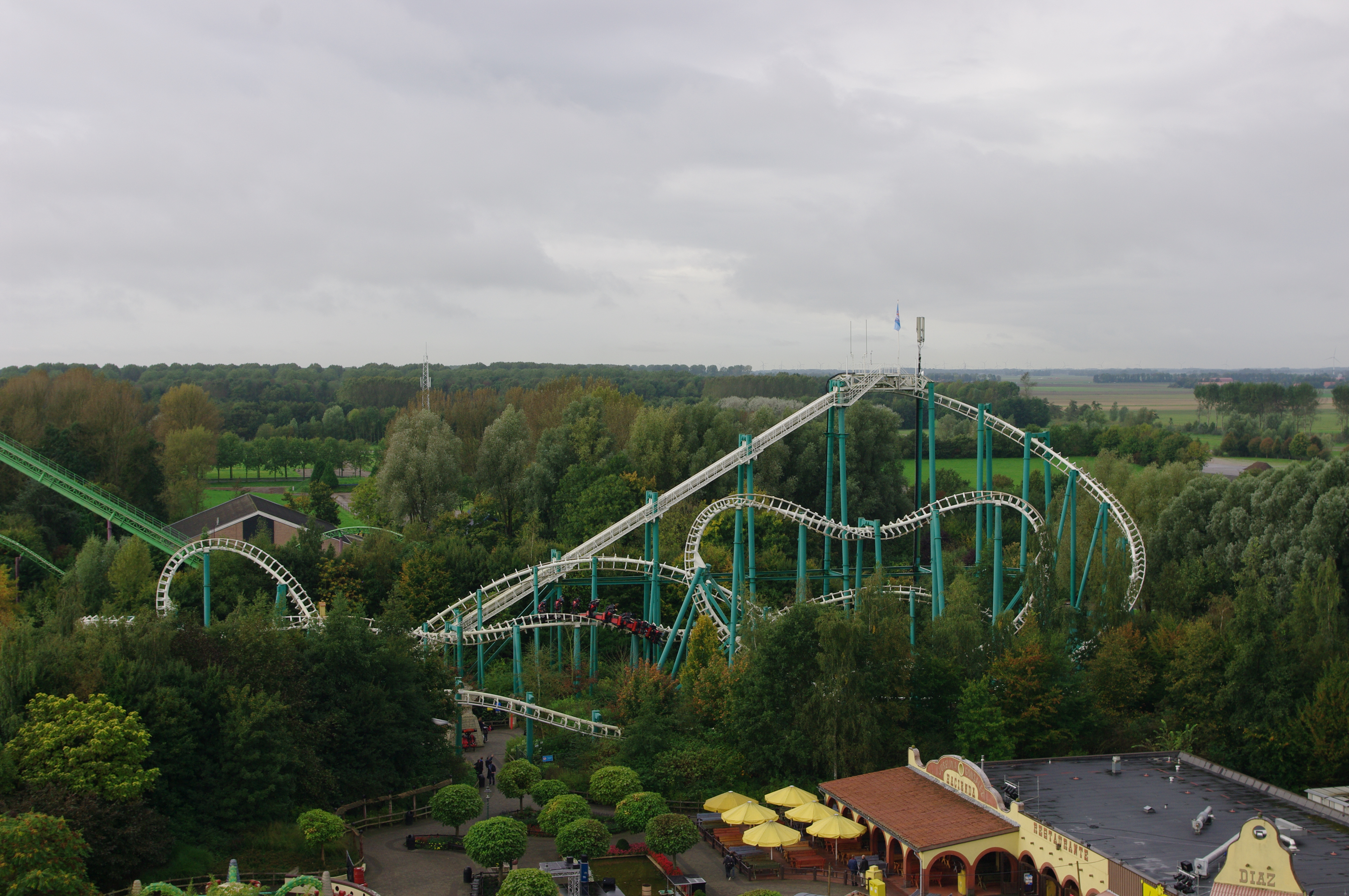
El Condor (2010)

De attractie werd gebouwd door Vekoma. De opening vond plaats in 1994 toen het pretpark net was veranderd in Walibi Flevo. De achtbaan was de eerste installatie van het type Suspended Looping Coaster. Daarom wordt de attractie ook aangeduid als een prototype. Van hetzelfde type zijn inmiddels tientallen andere achtbanen gebouwd in andere parken, waaronder Vampire in Walibi Belgium en MP-Express in Movie Park Germany. Deze achtbanen hebben een vrijwel identiek ritverloop aan Condor, op een paar wijzigingen na.
In 2011 is de baan opnieuw uitgelijnd om de rit soepeler te laten verlopen. In het najaar van 2013 werd de rail van de achtbaan opnieuw geschilderd. De ondersteuningspalen van de baan bleven groen, maar de rails veranderden van wit naar oranje. De officiële naam werd toen ook gewijzigd naar Condor, maar op het ingangsbord stond jarenlang nog 'El Condor'. In 2021 werd dat ingangsbord aangepast. In begin 2017 werden de ondersteuningen als onderdeel opknapbeurt opnieuw geverfd in dezelfde groene kleur.
De attractie is onderdeel van themagebied Exotic.

## Ritverloop
Condor is een omgekeerde achtbaan en dus bevindt de achtbaantrein zich aan de onderkant van de baan. Het hoogste punt van de rit ligt op 32 meter hoogte en Condor heeft een topsnelheid van 80 km/h. Bezoekers van de achtbaan gaan vijf keer over de kop, driemaal verticaal en tweemaal horizontaal.
Het attractiemodel is berucht om zijn ruige rit en Condor is geen uitzondering. Sterker nog, omdat de Condor een prototype is, heeft de achtbaan een kortere transitie naar de eerste inversie waardoor de rit ruiger en korter is dan moderne installaties van hetzelfde type.

## Treinen

### Oude treinen (1994-2020)
De achtbaan opende in 1994 met drie treinen: een blauwe, rode en gele. Een trein was 10 coaches lang en bood plaats voor 20 personen, echter kwam men tot de conclusie dat de achterste twee coaches te veel krachten moesten verduren. Deze zijn rond 1998 verwijderd, waardoor een trein 8 coaches overhield met ruimte voor 16 personen.
De eerste generatie beugels van de attractie werden geleverd zonder padding rond het hoofd en zonder veiligheidsriempjes. Rond 1998 werden de beugels vernieuwd met zachter materiaal en werd er een riem toegevoegd voor de extra veiligheid. 
Tot seizoen 2002 heeft de attractie met drie treinen gereden, daarna is de gele van de baan gehaald. De attractie met drie treinen tegelijk draaien leverde aan capaciteit ±120 personen extra per uur op als er hard werd gewerkt, maar dit gebeurde alleen op drukke dagen. Tevens werd het elektrisch systeem extra belast en was de kans op storingen groter. De gele trein is in 2002 gesloopt om de onderdelen voor de overige treinen te kunnen gebruiken. De rode en blauwe trein zijn nog gebruikt tot en met seizoen 2020.

### Nieuwe treinen (sinds 2021)
In 2017 testte Walibi Holland met twee andere soorten zitjes van twee verschillende fabrikanten om het rijplezier te verbeteren en de ruigheid te verminderen. De twee fabrikanten waren Vekoma en KumbaK. In 2019 kondigde Walibi aan twee nieuwe treinen van Vekoma besteld te hebben. Het grootste verschil met de oude treinen zijn de vernieuwde schouderbeugels. Ook zijn de hoofdkussens bovenaan de beugels verdwenen. De treinen hebben aan de bovenkant oranje kappen en de zitjes zijn roze. In seizoen 2021 werden de nieuwe treinen in gebruik genomen. Doordat de nieuwe treinen een groter vrijeruimteprofiel hebben, moesten enkele steunpilaren aangepast en verplaatst worden.
De aankoop van de treinen maakte deel uit van een grotere renovatie van het gebied Exotic.

## Incidenten
- 6 juli 1994 - Een treinstel schoot door en raakte de stilstaande trein bij het station. Er raakten 13 mensen lichtgewond.[10]
- 20 augustus 2011 - In verband met een motorisch probleem bleef een trein 40 minuten op de optakeling hangen. De bezoekers werden uit de trein gehaald en de baan werd een aantal dagen gesloten.[bron?]
- 20 oktober 2012 - Een zestienjarig meisje brak haar enkel door ongelukkig te vallen tijdens het zakken van het stationsplatform.[11] Een zakkend platform wordt vandaag de dag niet meer gebruikt voor de attractie.[bron?]
- 21 oktober 2023 - Een vrouwelijke bezoeker is een deel van haar vinger kwijtgeraakt. In de wachtrij klom ze over een stalen hek, waarna ze viel en haar vinger in het hek bleef haken. De bezoeker werd na afloop van het incident per ambulance naar het ziekenhuis gebracht.[12]

## Trivia
Condor was de tweede omgekeerde achtbaan in Europa. De eerste was Nemesis in het Britse pretpark Alton Towers, die drie maanden eerder dan Condor werd geopend.

## Galerij

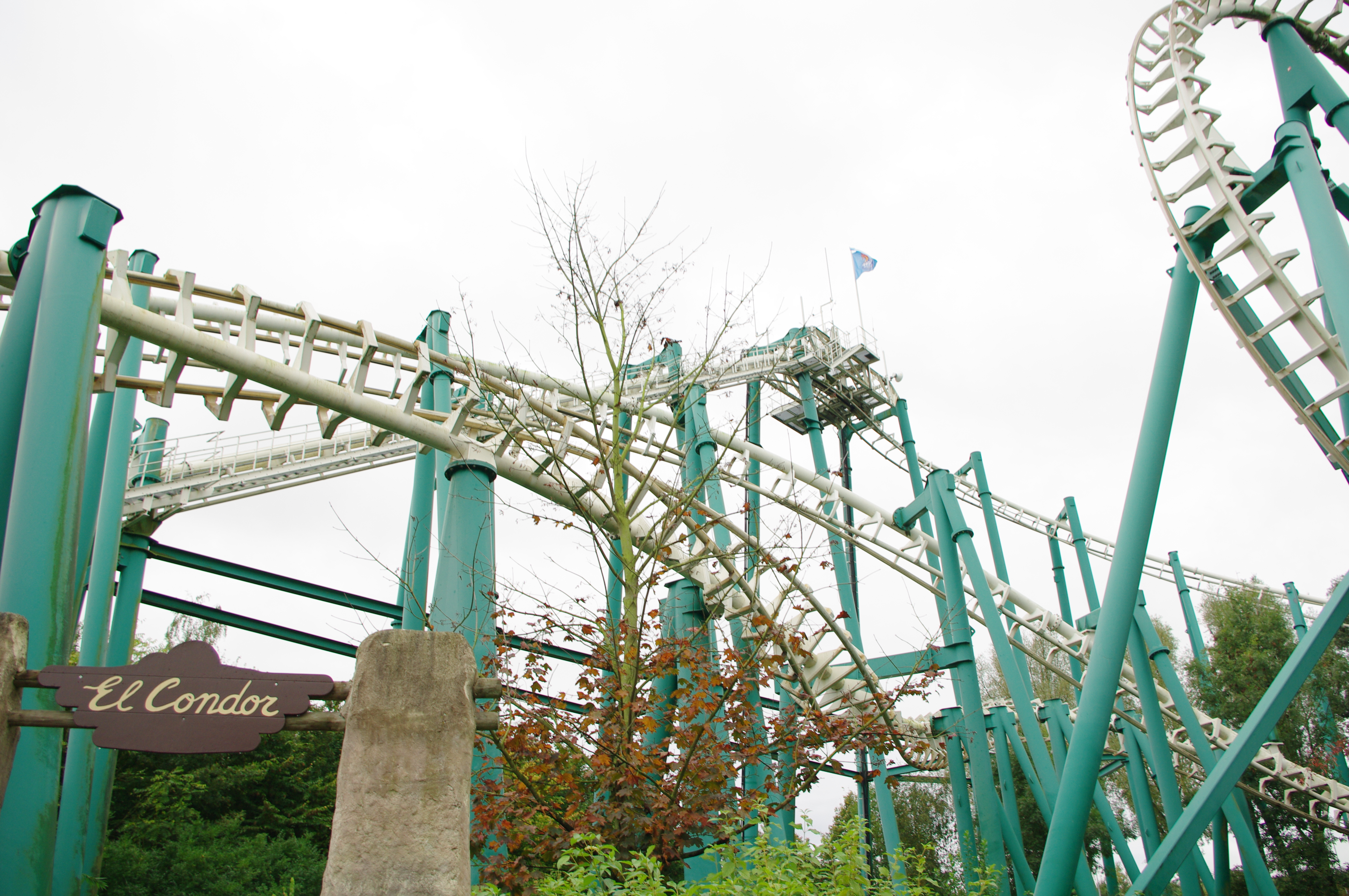
Ingang en kettingheuvel van Condor

Afbeeldingen · Lijst van attracties